# Donja Zelina
 Donja Zelina  falu Horvátországban Zágráb megyében. Közigazgatásilag Szentivánzelinához tartozik.

## Fekvése
Zágrábtól 22 km-re északkeletre, községközpontjától  6 km-re délre megye északkeleti részén fekszik.

## Története
A település templomát 1320-ban említik először, majd plébániája szerepel 1334-ben a zágrábi káptalan statutumában is. Iskoláját 1860-ban alapították. 
1857-ben 54, 1910-ben 60 lakosa volt. Trianonig Zágráb vármegye Szentivánzelinai járásához tartozott.
2001-ben 731 lakosa volt.

## Nevezetességei
- Szent Miklós püspök tiszteletére szentelt plébániatemploma[2] középkori eredetű, a 14. század elején már állt. Középkori jegyei azonban szinte teljesen eltűntek az elmúlt évszázadokban végzett többszöri átépítések során. Mai formájában barokk stílusú, hosszúkás, egyhajós épület, félköríves szentéllyel és a főhomlokzat előtti négyszögletes harangtoronnyal. A hajó síkmennyezetű, a szentély dongaboltozatos, a kápolnák keresztboltozatosak. A berendezés a 19. század folyamán készült. A szentélyben található Domjanich János 1667-ből származó sírkőlapja. A templomtól északra található a plébánia 19. század második feléből származó épülete, amelyet az eredeti megjelenésnek megfelelően restauráltak.
- Szent Anna tiszteletére szentelt kápolnája[3] 1858-ban egy régi fakápolna helyén épült. A kis méretű, klasszicista templom egyhajós, négyszögletes alaprajzú épület, a hajóval azonos szélességű sokszögű szentéllyel és a főhomlokzat feletti harangtoronnyal. A csehsüvegboltozatos hajó és a félkupolával boltozott szentély között egy félköríves diadalív található. A főoltáron angyalfigurák és Szent Péter és Pál képei találhatók, és valószínűleg valamilyen régebbi oltárról származnak. Az oltárképet a szentély hátsó falára festett retabló ábrázolja, a központban Szent Anna ábrázolásával, amint Isten anyját, Máriát tanítja. A kápolna belsejét 1910 körül festették.
- Az Alapich család kúriája[4] 1905 és 1907 között épült historikus-szecessziós stílusban a Domjanich család régi fából épített kúriája helyén. A kúria egy egykori nemesi birtok része, amelyből rajta kívül még gazdasági épületek, park és az almafákkal beültetett bejárati álé maradt fenn. Egyemeletes épület, téglalap alaprajzzal, eltérő magasságú rizalitokkal és nyeregtetővel. A szobák belső elrendezése egyszerű és funkcionális. A mennyezet vakolt fagerendából áll. A kúriában megmaradtak a szecessziós bútorok, a kézműves munkák stb.